# Desastre del Everest de 2019
Entre el 16 de mayo y el 27 de mayo de 2019, se produjo una congestión de montañeros sin precedentes en la cumbre del Everest, coincidiendo más de doscientos alpinistas en una cola para coronar la cumbre, lo que contribuyó a causar once muertes en menos de diez días, superando en ese breve periodo de tiempo la mortandad total de todo 2018.

## Sucesión de acontecimientos
Los fallecimientos se produjeron por distintas causas, la mayoría de las cuales relacionadas con la larga permanencia en la denominada «zona de la muerte», en la que la baja disponibilidad de oxígeno provoca gran fatiga, edemas, así como deshidratación.
El 21 de mayo de 2019, el montañero Nirmal Purja publicó en su Instagram una tristemente célebre fotografía que apareció reproducida inmediatamente en la mayoría de periódicos del mundo, en la que aparece retratada la caravana de alpinistas haciendo cola hasta la cima del Everest.

## Causas probables
Las causas de la congestión son la coincidencia de un número récord de 381 licencias para escalar el Everest concedidas por el gobierno nepalí hasta la fecha del incidente y la apertura de una ventana de buen tiempo después de días de mal tiempo.

## Relación de fallecidos
| №  | Nombre                | Fecha              | Edad | Expedición                    | Nacionalidad   | Causa de muerte                       | Localización                                                   | Refs                                    |
| -- | --------------------- | ------------------ | ---- | ----------------------------- | -------------- | ------------------------------------- | -------------------------------------------------------------- | --------------------------------------- |
| 1  | Séamus (Shay) Lawless | 16 de mayo de 2019 | 39   | Seven Summit Treks            | Irlanda        | Presunta muerte después de caída      | El Balcón                                                      | [ 8 ] [ 9 ]                             |
| 2  | Ravi Thakar           | 17 de mayo de 2019 | 28   | Seven Summit Treks            | India          | Mal de altura                         | Campamento IV                                                  | [ 10 ] [ 9 ]                            |
| 3  | Donald Cash           | 22 de mayo de 2019 | 55   | Pioneer Adventures            | Estados Unidos | Mal de altura                         | Escalón de Hillary                                             | [ 11 ] [ 6 ] [ 7 ] [ 12 ] [ 9 ]         |
| 4  | Nihal Ashpak Bagwan   | 23 de mayo de 2019 | 27   | Peak Promotions               | India          | Fatiga durante el descenso            | Junto al Collado Sur                                           | [ 13 ] [ 14 ] [ 5 ] [ 15 ] [ 12 ] [ 9 ] |
| 5  | Ing "Ernst" Landgraf  | 23 de mayo de 2019 | 65   | Kobler & Partners             | Austria        | Fatiga durante el descenso            | Cara del Tíbet, a 8600 m s. n. m. después de coronar la cumbre | [ 13 ] [ 16 ] [ 14 ] [ 15 ] [ 12 ]      |
| 6  | Anjali S Kulkarni     | 23 de mayo de 2019 | 54   | Transcent or Arun Treks       | India          | Fatiga durante el descenso            | Junto al Campamento IV                                         | [ 13 ] [ 17 ] [ 5 ] [ 7 ] [ 9 ]         |
| 7  | Kalpana Dash          | 23 de mayo de 2019 | 52   | Dreamers Destination Treks    | India          | Fatiga durante el descenso            | Junto a El Balcón                                              | [ 13 ] [ 14 ] [ 5 ] [ 15 ] [ 12 ] [ 9 ] |
| 8  | Kevin Hynes           | 24 de mayo de 2019 | 56   | 360 Expeditions               | Irlanda        | Mal de altura                         | Collado Norte                                                  | [ 18 ] [ 5 ] [ 15 ] [ 9 ]               |
| 9  | Druba Bista           | 24 de mayo de 2019 |      | Himalayan Ecstasy (Ski) Treks | Nepal          | Fatiga y mal de altura                | Campamento base, después de ser evacuado del campamento III    | [ 19 ] [ 9 ]                            |
| 10 | Robin Haynes Fisher   | 25 de mayo de 2019 | 44   | Everest Parivar Expedition    | Reino Unido    | Fatiga                                | Caída cuesta abajo de 150 metros después de coronar la cumbre  | [ 5 ] [ 6 ] [ 9 ]                       |
| 11 | Christopher Kulish    | 27 de mayo de 2019 | 62   | Climbing the Seven Summits    | Estados Unidos | Episodio cardíaco durante el descenso | Collado Sur                                                    | [ 20 ] [ 21 ] [ 22 ]                    |